# Forfattere fra Norge
Dette er en liste over norske skønlitterære forfattere ordnet efter fødselsår. Listen er baseret på Kunstnerregisteret i Norge.

## 1600-tallet
- Dorothe Engelbretsdatter (1634–1716)
- Petter Dass (~1646–1707)

## 1700-tallet
- Ludvig Holberg (1684–1754)
- Christian Braunmann Tullin (1728–65)
- Johan Herman Wessel (1742–85)
- Thomas Rosing de Stockfleth (1742–1808)
- Johan Nordahl Brun (1745–1816)
- Claus Rosing (1746–91)
- Claus Frimann (1746–1829)
- Johan Vibe (1746–82)
- Edvard Storm (1749–94)
- Jonas Rein (1760–1821)
- Jens Zetlitz (1761–1821)

## 1800-tallet
- Henrik Anker Bjerregaard (1792–1842)
- Conrad Nicolai Schwach (1793–1860)
- Mauritz Hansen (1794–1842)
- Johan Sebastian Welhaven (1807–73)
- Henrik Wergeland (1808–45)
- Peter Andreas Munch (1810–63)
- Andreas Munch (1811–84)
- Bernhard Herre (1812–49)
- Peter Chr. Asbjørnsen (1812–85)
- Jørgen Moe (1813–82)
- Camilla Collett (1813–95)
- Ivar Aasen (1813–96)
- Aasmund Olavsson Vinje (1818–70)
- Henrik Ibsen (1828–1906)
- Bjørnstjerne Bjørnson (1832–1910)
- Jonas Lie (1833–1908)
- Kristian Elster den ældre (1841–81)
- Amalie Skram (1846–1905)
- Alexander Kielland (1849–1906)
- Jonas Dahl (1849–1919)
- Arne Garborg (1851–1924)
- Christian Krohg (1852–1925)
- Jacob Breda Bull (1853–1930)
- Hans Jæger (1854–1910)
- Per Sivle (1857–1904)
- Gunnar Heiberg (1857–1929)
- Jens Tvedt (1857–1935)
- Knut Hamsun (1859–1952)
- Anders Hovden (1860–1943)
- Rasmus Løland (1861–1907)
- Hans Aanrud (1863–1953)
- Nils Collett Vogt (1864–1937)
- Hans E. Kinck (1865–1926)
- Gabriel Finne (1866–99)
- Sigbjørn Obstfelder (1866–1900)
- Tryggve Andersen (1866–1920)
- Regine Normann (1867–1939)
- Thomas Peter Krag (1868–1913)
- Bernt Lie (1868–1916)
- Hjalmar Christensen (1869–1925)
- Peter Egge (1869–1959)

## 1900-tallet
- Nils Kjær (1870–1924)
- Vilhelm Krag (1871–1933)
- Sven Moren (1871–1938)
- Sigurd Mathiesen (1871–1958)
- Johan Bojer (1872–1959)
- Andreas Haukland (1873–1933)
- Nini Roll Anker (1873–1942)
- Gabriel Scott (1874–1958)
- Ragnhild Jølsen (1875–1908)
- Olav Duun (1876–1939)
- Kristofer Uppdal (1878–1961)
- Johan Falkberget (1879–1967)
- Cora Sandel (1880–1974)
- Oskar Braaten (1881–1929)
- Kristian Elster den yngre (1881–1947)
- Marie Hamsun (1881–1969)
- Sigrid Undset (1882–1949)
- Olav Aukrust (1883–1929)
- Olaf Benneche (1883–1931)
- Olaf Bull (1883–1933)
- Olav Nygard (1884–1924)
- Sven Elvestad (1884–1934)
- Olav Gullvåg (1885–1961)
- Alf Larsen (1885–1967)
- Magnhild Haalke (1885–1984)
- Theodor Dahl (1886–1946)
- Herman Wildenvey (1886–1959)
- Olav Sletto (1886–1963)
- Tore Ørjasæter (1886–1968)
- Arthur Omre (1887–1967)
- Harald Thaulow (1887–1971)
- Helge Krog (1889–1962)
- Aslaug Vaa (1889–1965)
- Arnulf Øverland (1889–1968)
- Sigurd Hoel (1890–1960)
- Sigurd Christiansen (1891–1947)
- Andreas Markusson (1893–1952)
- Torvald Tu (1893–1955)
- Inge Krokann (1893–1962)
- Trygve Gulbranssen (1894–1962)
- Trygve Kielland (1893–1987)
- Mikkjel Fønhus (1894–1973)
- Ronald Fangen (1895–1946)
- Ingeborg Refling Hagen (1895–1989)
- Gunnar Reiss-Andersen (1896–1964)
- Ola Viker (1897–1952)
- Tarjei Vesaas (1897–1970)
- Emil Boyson (1897–1979)
- Johannes Thrap-Meyer (1898–1929)
- Ernst Orvil (1898–1985)
- Rolf Stenersen (1899–1978)
- Aksel Sandemose (1899–1965)
- Gunnar Larsen (1900–1958)
- Karsten Roedder (1900–1986)
- Einar Skjæraasen (1900–66)
- Rudolf Nilsen (1901–29)
- Lars Berg (1901–69)
- Nordahl Grieg (1902–43)
- Johan Borgen (1902–79)
- Egil Rasmussen (1903–64)
- Ragnvald Skrede (1904–83)
- Åsta Holth (1904–99)
- Louis Kvalstad (1905–52)
- Inger Hagerup (1905–85)
- Jacob Sande (1906–67)
- Torborg Nedreaas (1906–87)
- Kåre Fasting (1907–83)
- Rolf Jacobsen (1907–94)
- Halldis Moren Vesaas (1907–95)
- Odd Bang-Hansen (1908–84)
- Elisabeth Dored (1908–72)
- Olav H. Hauge (1908–94)
- Nils Johan Rud (1908–93)
- Kristian Kristiansen (1909–80)
- Claes Gill (1910–73)
- Birger Røksund (1910–2001)
- Waldemar Brøgger (1911–91)
- Torolf Elster (1911–2006)
- Sigurd Evensmo (1912–78)
- Thorbjørn Egner (1912–90)
- Magli Elster (1912–93)
- Odd Eidem (1913–88)
- Alf Prøysen (1914–70)
- Jan-Magnus Bruheim (1914–88)
- Astrid Hjertenæs Andersen (1915–85)
- Gerd Høst (1915–2007)
- Agnar Mykle (1915–94)
- Carl Fredrik Engelstad (1915–96)
- Tor Jonsson (1916–51)
- Kåre Holt (1916–97)
- Ebba Haslund (1917–2009)
- André Bjerke (1918–85)
- Hans Børli (1918–89)
- Berit Brænne (1918–76)
- Johannes Heggland (1919–2008)
- Richard Herrmann (1919–2010)
- Jens Bjørneboe (1920–76)
- Kjell Aukrust (1920–2002)
- Ragnhild Magerøy (1920–2010)
- Gunvor Hofmo (1921–95)
- Terje Stigen (1922–2010)
- Paal Brekke (1923–93)
- Arnljot Eggen (1923–2009)
- Margit Sandemo (1924–2018)
- Odd Abrahamsen (1924–2001)
- Finn Carling (1925–2004)
- Bergljot Hobæk Haff (1925–2016)
- Anker Rogstad (1925–94)
- Vegard Vigerust (1925–2020)
- Aslaug Groven Michaelsen (1926–2017)
- Marie Takvam (1926–2008)
- Vera Henriksen (1927–2016)
- Erling Christie (1928–96)
- Jan Wiese (1928–2014)
- Gunnar Bull Gundersen (1929–93)
- Kjell Askildsen (1929–)
- Georg Johannesen (1931–2005)
- Peter Røwde Holm (1931–)
- Finn Alnæs (1932–91)
- Arvid Hanssen (1932–98)
- Axel Jensen (1932–2003)
- Kolbein Falkeid (1933–)
- Kjell Hallbing (1934–2004)
- Johan Fredrik Grøgaard (1934–)
- Stein Mehren (1935–)
- Bjørg Vik (1935–)
- Øystein Lønn (1936–)
- Fredrik Skagen (1936–)
- Arild Nyquist (1937–2004)
- Karsten Alnæs (1938–)
- Anne Karin Elstad (1938–2012)
- Hans Herbjørnsrud (1938–)
- Tor Obrestad (1938–)
- Tor Åge Bringsværd (1939–)
- Jan Erik Vold (1939–)
- Astor Furseth (1940–)
- Einar Økland (1940–)
- Gerd Brantenberg (1941–)
- Knut Faldbakken (1941–)
- Dag Solstad (1941–)
- Karl Halvor Teigen (1941–)
- Tove Lie (1942–)
- Steinar Sørlle (1942–)
- Herbjørg Wassmo (1942–)
- Tor Edvin Dahl (1943–)
- Annabelle Despard (1943–)
- Torill Thorstad Hauger (1943–)
- Eystein Eggen (1944–)
- Kjartan Fløgstad (1944–)
- Jon Michelet (1944–)
- Cecilie Færden Schanke (1944–1975)
- Espen Haavardsholm (1945–)
- Paal-Helge Haugen (1945–)
- Liv Køltzow (1945–)
- Britt Karin Larsen (1945–)
- Klaus Hagerup (1946–)
- Stig Holmås (1946–)
- Karsten Isachsen (1944–)
- Ingri Lønnebotn (1946–)
- Gert Nygårdshaug (1946–)
- Svein Jarvoll (1946–)
- Gunnar Staalesen (1947–)
- Anne Lind (1948–)
- Bjørn Skogmo (1948–)
- Toril Brekke (1949–)
- Edvard Hoem (1949–)
- Arne Garvang(1949–)
- Kaj Skagen (1949–)
- Karin Sveen (1949–)
- Thor Sørheim (1949–)
- Karin Haugane (1950–)
- Alf R. Jacobsen (1950–)
- Steinar Løding (1950–)
- Ingar Sletten Kolloen (1951–)
- Steinar Lem (1951–2009)
- Cecilie Løveid (1951–)
- Mari Osmundsen (1951–)
- Helge Torvund (1951–)
- Torild Wardenær (1951–)
- Ketil Bjørnstad (1952–)
- Jostein Gaarder (1952–)
- Jo Eggen (1952–)
- Ragnar Hovland (1952–)
- Ole Robert Sunde (1952–)
- Tove Nilsen (1952–)
- Lars Amund Vaage (1952–)
- Kirsti Blom (1953–)
- Lars Saabye Christensen (1953–)
- Jan Kjærstad (1953–)
- Tor Ulven (1953–1995)
- Anne Karin Torheim (1953–)
- Arild Dahl (1954–)
- Karin Fossum (1954–)
- Marit Ihle (1954–)
- Roy Jacobsen (1954–)
- Morten Jørgensen (1954–)
- Torgeir Schjerven (1954–)
- Thorvald Steen (1954–)
- Ingvar Ambjørnsen (1956–)
- Rune Belsvik (1956–)
- Britt Sørensen (1956–)
- Liv Mevang Bjerkensjø (1957–)
- Freddy Fjellheim (1957–)
- Marit Hauge (1957–)
- Unni Lindell (1957–)
- Anne B. Ragde (1957–)
- Finn Øglænd (1957–)
- Erlend Aas (1957–)
- Pål H. Christiansen (1958–)
- Torgrim Eggen (1958–)
- Kristi Furubotn (1958–)
- Anne Holt (1958–)
- Arnt Birkedal (1959–)
- Hilde Brunsvik (1959–)
- Tom Egeland (1959–)
- Jon Fosse (1959–)
- Halfdan Freihow (1959–)
- Vigdis Hjorth (1959–)
- Annette Mattsson (1959–)
- Finn Lorens Nilsen (1959–)
- Ove Røsbak (1959–)
- Øystein Alme (1960–)
- Frode Grytten (1960–)
- Roar Sørensen (1960–)
- Jo Nesbø (1960–)
- Martin Nygaard (1960–)
- Gro Dahle (1962–)
- Myriam Halden Bjerkli (1963–)
- Elin Brodin (1963–)
- Beate Grimsrud (1963–)
- Terje Holtet Larsen (1963–)
- Johann Grip (1964–)
- Levi Henriksen (1964–)
- Jan Christopher Næss (1964–)
- Nikolaj Frobenius (1965–)
- Geir Grothen (1965–)
- Erik Fosnes Hansen (1965–)
- Gerd Kvanvig (1965–)
- Einar Andreas Lunde (1965–)
- Erik Honoré (1966–)
- Stig Sæterbakken (1966–2012)
- Linn Ullmann (1966–)
- Gro Jørstad Nilsen (1967–)
- Kristín A. Sandberg (1967–)
- Ruben Eliassen (1968–)
- Karl Ove Knausgård (1968–)
- Arne Lygre (1968–)
- Bjørn Sortland (1968–)
- Kjetil Brottveit (1969–)
- Lise Gundersen (1969–)
- Einar Hammer (1969–)
- Erlend Loe (1969–)
- Tania Michelet (1969–)
- Øystein Stene (1969–)
- Jan Zahl (1969–)
- Hanne Ørstavik (1969–)

## 2000-tallet
- Glenn Belden (1970–)
- Laura Djupvik (1970–)
- Jørn Lier Horst (1970–)
- Åsne Seierstad (1970–)
- Kyrre Andreassen (1971–)
- Line Cranner (1971–)
- Nils-Øivind Haagensen (1971–)
- Ole Idar Kvelvane (1971–)
- Lars Mæhle (1971–)
- Ari Behn (1972–2019)
- Bertrand Besigye (1972–)
- Pedro Carmona-Alvarez (1972–)
- Henrik H. Langeland (1972–)
- Tore Renberg (1972–)
- Øyvind Vågnes (1972–)
- Line Blikstad (1973–)
- Pål Gitmark Eriksen (1973–)
- Matias Faldbakken (1973–)
- Ole Asbjørn Ness (1974–)
- Lars Ramslie (1974–)
- Ingvill Solberg (1974–)
- Ingeborg Arvola (1974–)
- Eirik Ingebrigtsen (1975–)
- Pål Johan Karlsen (1975–)
- Mads Larsen (1975–)
- Morten Vågen (1975–)
- Ingelin Røssland (1976–)
- Kristin Tosterud Holte (1977–)
- Anne-Pia Nygård (1977–)
- Mikkel Bugge (1978–)
- Gaute Heivoll (1978–)
- Mette Karlsvik (1978–)
- Gaute Bie (1979–)
- Johan Harstad (1979–)
- Lisa Charlotte Baudouin Lie (1980–)
- Ingvild Bjerkeland (1981–)
- Tiger Garté (1982–)
- Kristin Vollset (1983–)
- Erlend Loe (1969-)